# 1-Eicosanol
El 1-eicosanol o alcohol araquidílico, también llamado 1-icosanol  es una sustancia cerosa utilizada como un emulgente en cosméticos. Se trata de una cadena lineal de alcohol graso de 20 átomos de carbono.